# 나고야 긴코군
나고야 긴코군(일본어: 名古屋金鯱軍, 영어: Nagoya Kinko Baseball Club)는 1936년부터 1940년까지 5년간 존재했던 일본 프로 야구의 일본 야구 연맹 소속 구단이다.

## 구단의 역사
나고야 신문을 모기업으로 1936년 2월 28일에 설립됐다. 닉네임인 '긴코'는 나고야성의 '긴샤치'에서 따왔다.
홈구장은 아이치현 아이치군 나루미정(현 나고야시 미도리구)에 있던 나루미 구장이었다.
실제로는 2월 28일 이전에 구단이 체제를 갖추어 같은 해 2월 9일부터 열렸던 '교진군 도미 이별 경기 겸 긴코군 결성 기념 경기'로 도쿄 자이언츠 대 나고야 긴코군의 경기를 치러 1차전에서 승리했다. 이는 현재 일본 프로 야구 조직에 속한 구단끼리의 첫 경기였다.
1941년 전쟁으로 인한 소집으로 선수가 부족한 가운데 신문 통폐합령에 의해 나고야군의 모회사인 신 아이치 신문과 나고야 신문이 합병할 가능성이 나왔기 때문에(실제로 이듬해 양 신문사가 대등 합병을 통해 주부닛폰 신문이 됐다) 구단 경영에서 손을 놓게 되었다. 따라서 마찬가지로 선수가 부족했던 쓰바사군과 대등 합병을 통해 다이요군(大洋軍, 이후의 다이요 웨일스와는 무관)을 결성했다.
나고야에 본사를 두고 있었지만 이후의 주니치 드래건스는 나고야군을 뿌리로 두고 있다. 긴코의 네이밍은 현재 프로 축구인 J리그의 나고야 그램퍼스가 계승하고 있다.

## 팀의 특징
결성 즈음에 오카다 겐자부로를 총감독으로, 도쿄 자이언츠의 조감독이었던 니데카와 노부아키를 감독으로 임명했다. 그러나 시즌 시작 전 니데카와가 구단에서 사퇴하고 심판으로 전향하자 당시 팀의 주장이었던 시마 히데노스케가 감독이 됐다(시마도 이후에 니데카와를 따라 심판으로 전향).
시마 외에도 구로사와 도시오, 노닌 와타루, 나이토 고조와 같이 전후에도 있었던 멤버가 있었지만 투타 모두 하위권에 머물러 있었다. 이러한 연유로 기동력을 중시하는 야구를 방침으로 삼아 1937년 추계부터 1939년까지 시마, 에구치 유키오, 사사키 쓰네스케, 고미 요시오 등 4시즌 연속 도루왕을 배출했다.

## 역대 감독
- 오카다 겐자부로(1936년 ~ 1939년)
- 이시모토 슈이치(1940년)

## 팀 성적·기록
- A클래스 : 1회(1937년 추계)
- B클래스 : 5회(1937년 춘계, 1938년 춘계 ~ 1940년)
- 최하위 : 1회(1938년 추계)
- 연속 A클래스 진입 최장 기록 : 1분기(1937년 추계)
- 연속 B클래스 최장 기록 : 4분기 연속(1938년 춘계 ~ 1940년)
- 최다 승리 : 36승(1939년)
- 최다 패배 : 63패(1940년)
- 최다 무승부 : 7무(1940년)
- 최고 승률 .479(1937년 추계)
- 최저 승률 .275(1938년 추계)

## 기타 기록
- 최소 경기 차이 : 16경기(1937년 추계, 1938년 춘계)
- 최대 경기 차이 : 38.5경기(1940년)
- 최다 홈런 :14개(1937년 추계, 1940년)
- 최소 홈런 : 3개(1936년 추계)
- 최고 타율 .231(1937년 춘계)
- 최저 타율 .200(1940년)
- 최고 평균 자책점 : 2.86(1939년)
- 최저 방어율 : 4.28(1938년 춘계)

## 역대 홈구장
- 나루미 구장(1936년 ~ 1940년)

## 연도별 성적
| 연도        | 감독            | 순위 | 경기 | 승 | 패 | 무 | 승률 | 게임차 | 득점 | 실점 | 홈런 | 도루 | 타율 | 실책 | 방어율 |
| ----------- | --------------- | ---- | ---- | -- | -- | -- | ---- | ------ | ---- | ---- | ---- | ---- | ---- | ---- | ------ |
| 1936년      | 오카다 겐자부로 | *    | 40   | 15 | 24 | 1  | .385 | *      | 169  | 207  | 3    | 74   | .217 | 90   | 3.40   |
| 1937년 춘계 | 오카다 겐자부로 | 5    | 56   | 25 | 30 | 1  | .455 | 16.5   | 217  | 234  | 5    | 97   | .231 | 142  | 3.03   |
| 1937년 추계 | 오카다 겐자부로 | 4    | 49   | 23 | 25 | 1  | .479 | 16     | 216  | 223  | 14   | 81   | .230 | 118  | 3.40   |
| 1938년 춘계 | 오카다 겐자부로 | 6    | 35   | 13 | 22 | 0  | .371 | 16     | 147  | 200  | 4    | 50   | .213 | 82   | 4.28   |
| 1938년 추계 | 오카다 겐자부로 | 9    | 40   | 11 | 29 | 0  | .275 | 19.5   | 119  | 200  | 6    | 62   | .209 | 81   | 3.73   |
| 1939년      | 오카다 겐자부로 | 7    | 96   | 36 | 56 | 4  | .391 | 30     | 265  | 398  | 13   | 125  | .204 | 187  | 2.86   |
| 1940년      | 이시모토 슈이치 | 7    | 104  | 34 | 63 | 7  | .351 | 38.5   | 310  | 425  | 14   | 87   | .200 | 193  | 2.98   |

## 참고 문헌
- 야마토 규시 (1959년 5월). 《野球五十年》 [야구 오십년]. 지지 통신사.